# Riodeva
Riodeva ist ein Ort und eine Gemeinde (municipio) mit 121 Einwohnern (Stand: 2024) im Zentrum der Provinz Teruel in der Autonomen Region Aragonien im östlichen Zentralspanien. 

## Lage und Klima
Der Ort Riodeva liegt im Süden des Iberischen Gebirges etwa 27 km (Fahrtstrecke) südsüdwestlich der Stadt Teruel in einer Höhe von ca. 965 m. Das Klima ist gemäßigt bis warm; Regen (ca. 492 mm/Jahr) fällt übers Jahr verteilt.

## Bevölkerungsentwicklung
| Jahr      | 1970 | 1981 | 1991 | 2001 | 2011 | 2021 |
| Einwohner | 406  | 324  | 267  | 201  | 176  | 127  |

Die Mechanisierung der Landwirtschaft sowie die Aufgabe bäuerlicher Kleinbetriebe und der daraus resultierende Verlust an Arbeitsplätzen haben in der zweiten Hälfte des 20. Jahrhunderts zu einem deutlichen Bevölkerungsrückgang (Landflucht) geführt.

## Sehenswürdigkeiten
- Marienkirche
- Barbarakapelle
- Kapelle der Unbefleckten Empfängnis

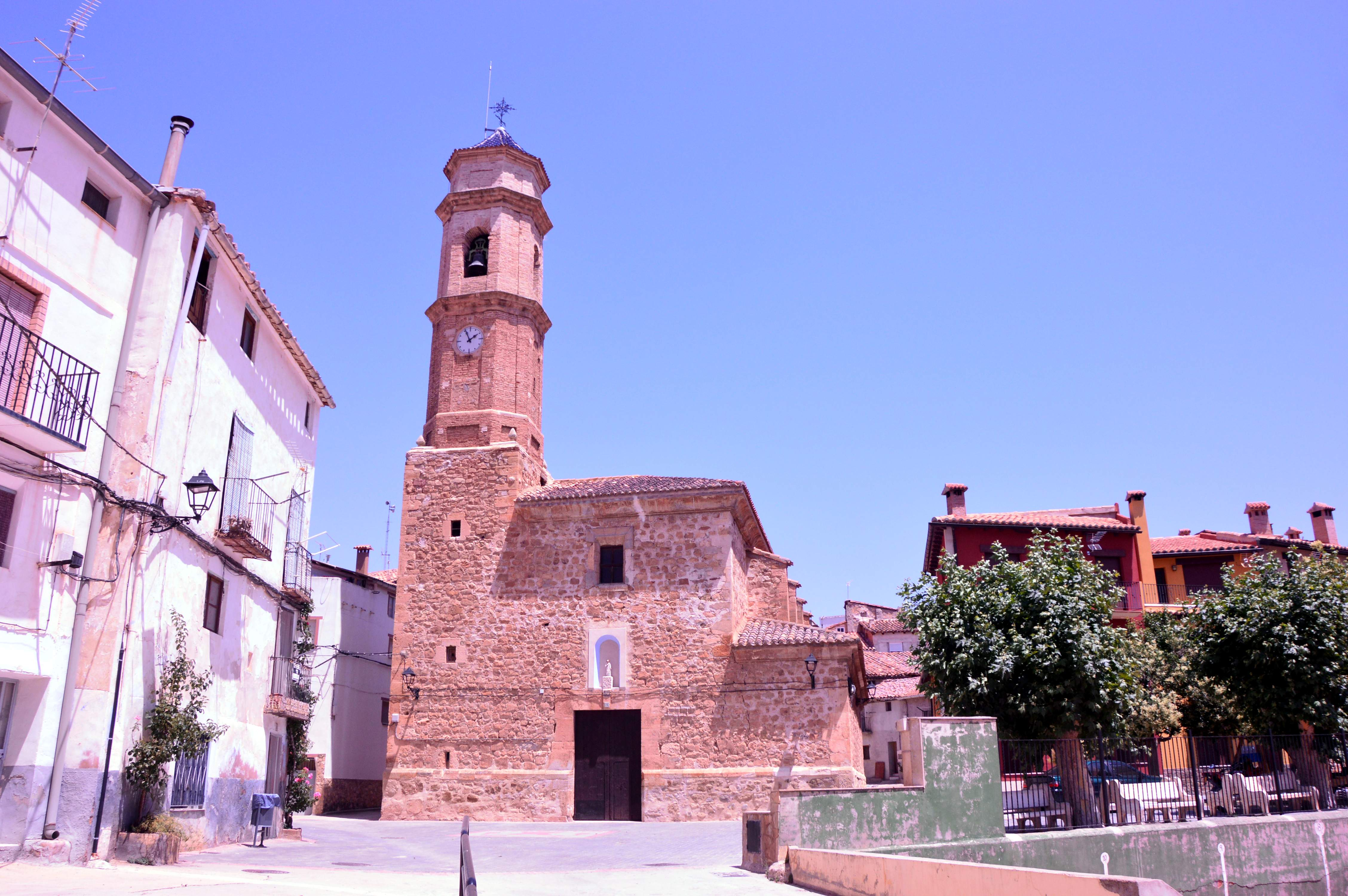
Marienkirche
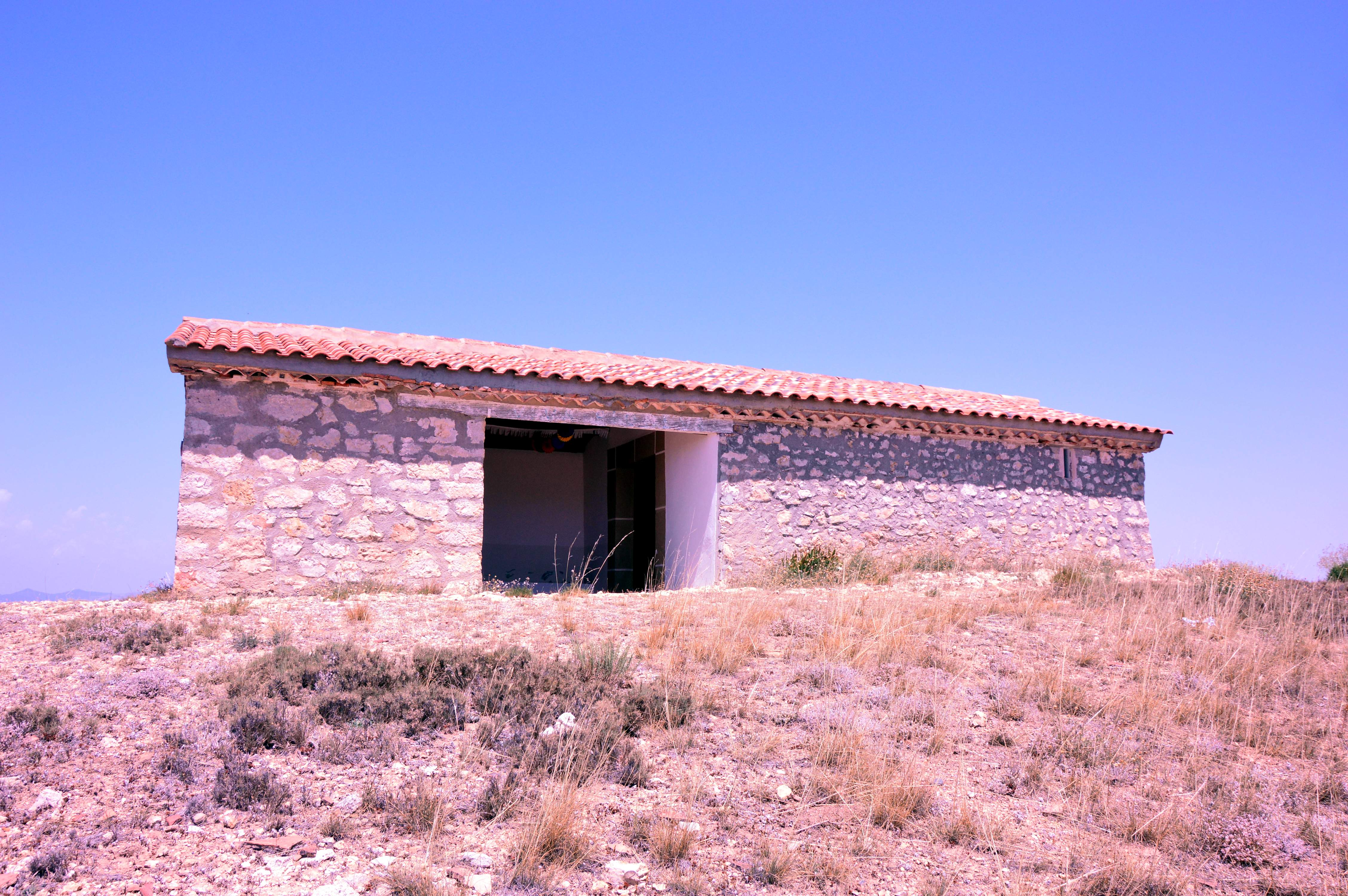
Barbarakapelle
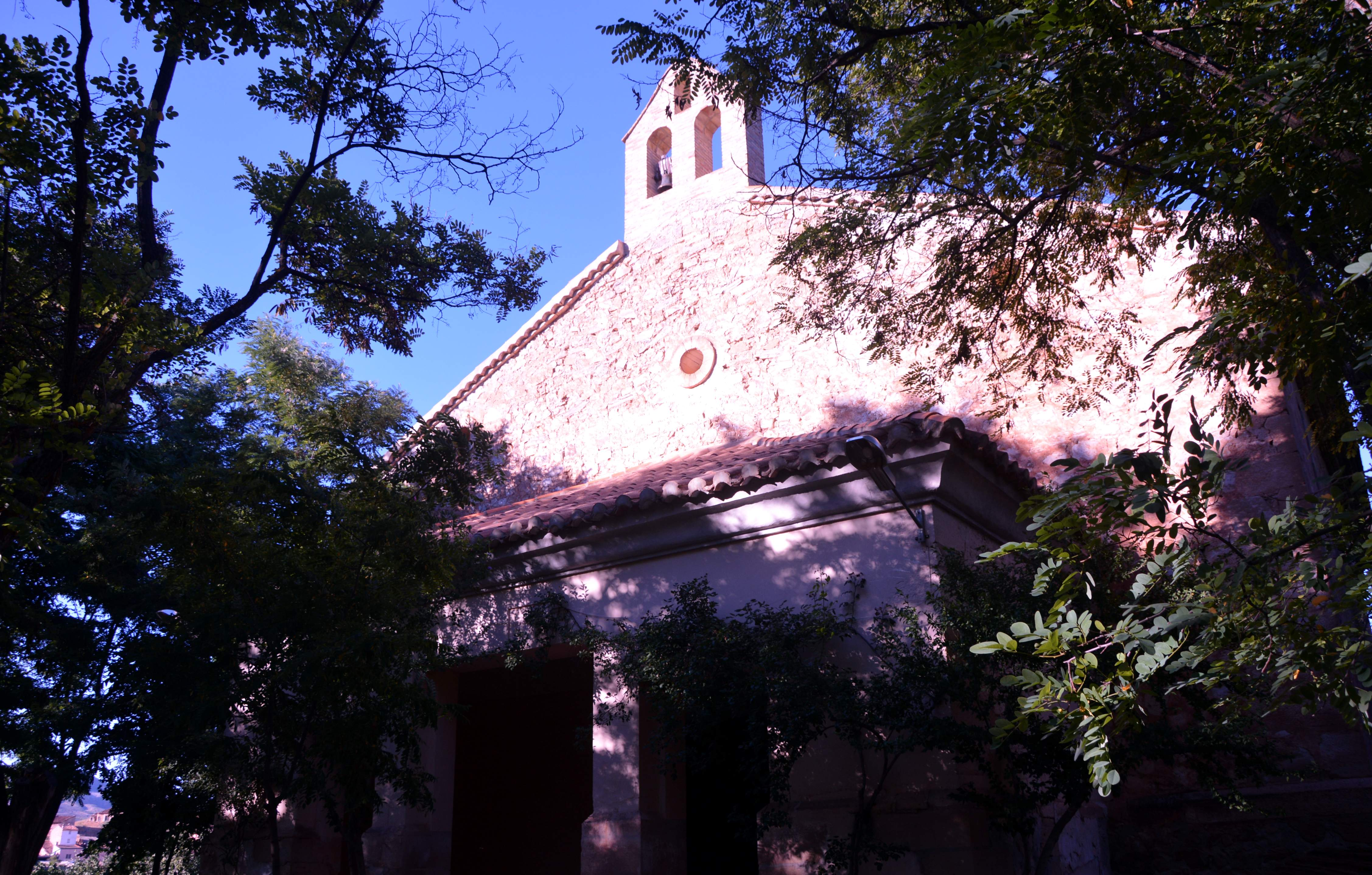
Kapelle der Unbefleckten Empfängnis